# Cymodoce tuberculata
Cymodoce tuberculata is een pissebed uit de familie Sphaeromatidae. De wetenschappelijke naam van de soort is voor het eerst geldig gepubliceerd in 1851 door Costa in Hope.